# Roumer
Die Roumer ist ein Fluss in Frankreich, der im Département Indre-et-Loire in der Region Centre-Val de Loire verläuft. Sie entspringt im südwestlichen Gemeindegebiet von Ambillou, entwässert in einem Bogen von Südwest nach Südost durch den Regionalen Naturpark Loire-Anjou-Touraine und mündet nach rund 27 Kilometern im Gemeindegebiet von Langeais als rechter Nebenfluss in die Loire. In ihrem Unterlauf quert sie die Autobahn A85 und die Bahnstrecke Tours–Saint-Nazaire.

## Orte am Fluss
(Reihenfolge in Fließrichtung)
- Cléré-les-Pins
- Saint-Symphorien les Ponceaux, Gemeinde Avrillé-les-Ponceaux
- Les Essards, Gemeinde Langeais
- Pont Boutard, Gemeinde Coteaux-sur-Loire
- La Rouchouse, Gemeinde Langeais
- Langeais